# Andre Johnson
Andre Lamont Johnson (urodzony 11 lipca 1981 roku w Miami w stanie Floryda) – amerykański zawodnik futbolu amerykańskiego, grający na pozycji wide receiver. W rozgrywkach akademickich NCAA występował w drużynie University of Miami.
W roku 2003 przystąpił do draftu NFL. Został wybrany w pierwszej rundzie (3. wybór) przez zespół Houston Texans. W drużynie z Teksasu występuje do tej pory.
Sześciokrotnie został powołany do meczu gwiazd Pro Bowl oraz czterokrotnie do najlepszej drużyny ligi All-Pro.